# 比量
比量，因明學術語，為量之一，為推論、推理之意。

## 三支論法
在陳那的因明系統中，比量必須滿足三支，即宗、因、喻三者。
舉例而言：
1. 宗：聲無常。
2. 因：所作性故。
3. 喻：瓶等（同喩），虛空等（異喩）。